# Mercedes-Benz OM 668
Der OM 668 ist ein Vierzylinder-Dieselmotor (Reihenmotor) von Mercedes-Benz, der ab 1997 in der A-Klasse und ab 2001 im Vaneo eingebaut wurde. Nachfolgemodell ist der OM 640.

## Technik
Der OM 668 besitzt eine Common-Rail-Einspritzung. Er ist im Gegensatz zum zeitgleich gebauten Ottomotor M 166 in Vierventiltechnik (16V) ausgeführt. Die Ventilsteuerung der beiden obenliegenden Nockenwellen erfolgt über eine Steuerkette (Duplex-Rollenkette), welche die Einlassnockenwelle antreibt; von dort treibt ein Stirnradgetriebe die Auslassnockenwelle an. Eine weitere (Einfach)-Rollenkette verbindet die Kurbelwelle mit der Ölpumpe. Alle Varianten sind mit Motoraufladung und – mit Ausnahme der 44 kW/60 PS-Motoren – Ladeluftkühler ausgestattet. Der damals kleinste Dieselmotor von Mercedes hat einen Hubraum von 1689 cm³ (Bohrung 80 mm × Hub 84 mm).
In beiden Modellen treibt der quer eingebaute Motor die Vorderräder an (Frontantrieb). Wie beim Ottomotor erfolgt die Kraftübertragung über ein Fünfgang-Schaltgetriebe oder eine Fünfgang-Automatik.

## Varianten
| Motor *              | Bezeichnung  | Leistung                   | Drehmoment               | Modell                                 |
| -------------------- | ------------ | -------------------------- | ------------------------ | -------------------------------------- |
| OM 668 DE 17 A       | 668.941      | 44 kW (60 PS) bei 3600/min | 160 Nm bei 1500–2400/min | A 160 CDI (bis 2001)                   |
| OM 668 DE 17 LA red. | 668.940 red. | 55 kW (75 PS) bei 3600/min | 160 Nm bei 1500–2800/min | A 160 CDI (ab 2001) und Vaneo CDI      |
| OM 668 DE 17 LA      | 668.940      | 66 kW (90 PS) bei 4200/min | 180 Nm bei 1600–3200/min | A 170 CDI (bis 2001) und Vaneo 1.7 CDI |
| OM 668 DE 17 LA      | 668.942      | 70 kW (95 PS) bei 4200/min | 180 Nm bei 1600–3600/min | A 170 CDI (ab 2001)                    |

 * Die Motorbezeichnung ist wie folgt verschlüsselt:
OM = Ölmotor (Diesel), Baureihe = 3-stellig, DE = Direkteinspritzung, Hubraum = Deziliter (gerundet), L = Ladeluftkühlung, A = Abgasturbolader
Mechanisch sind die Motoren alle gleich aufgebaut, jedoch besitzt der erste A 160 CDI keinen Ladeluftkühler. Zur Modellpflege wurden lediglich die Nockenwelle und der Turbolader überarbeitet, weshalb die Leistung leicht anstieg. Das Drehmoment erhöhte sich nicht, da der A 170 CDI schon mit Rücksicht auf die schwach dimensionierte Kupplung im Drehmoment gedrosselt war.
Durch diese Drosselung lässt sich die Leistung mit wenigen Eingriffen in die Motorelektronik (Chiptuning) auf zirka 88 kW (120 PS) und das Drehmoment auf über 200 Nm steigern. Die ohnehin schon hohe Lebensdauer des Motors leidet darunter nicht; die als schwach geltende Kupplung der A-Klasse wird aber sehr hohen Belastungen ausgesetzt.

## Sonstiges
Der Flugmotorenhersteller Thielert bietet unter dem Namen Thielert Centurion 1.7 eine für die Luftfahrt angepasste Version des OM 668 an. Es handelt sich hierbei um die erste Neuentwicklung eines Flugtriebwerks für die zivile Luftfahrt auf Basis eines PKW-Motors seit dem Engagement von Porsche.